# Olga Rocheva
Olga Vladimirovna Rocheva (en russe : Ольга Владимировна Рочева), le 4 juillet 1978 à Krasnoïarsk en République socialiste fédérative soviétique de Russie, est une fondeuse russe. Elle fait partie d'une famille de fondeurs de haut niveau qui comprend notamment Vassili Rotchev.

## Biographie

### Carrière sportive
Sous le nom d'Olga Moskalenko, elle remporte sa première compétition internationale en 1995 à Andorre-la-Vieille dans le cadre du Festival olympique de la jeunesse européenne sur une distance de 7,5 kilomètres. Aux Championnats du monde junior 1998, elle obtient une médaille de bronze en relais. En novembre 1998, elle fait ses débuts dans la Coupe du monde à Muonio, où avec le vingtième rang (5 kilomètres libre), elle marque ses premiers points. En décembre 2000, elle monte sur son premier podium à Clusone sur le sprint par équipes avec Irina Skladneva. 
En 2001, elle remporte trois médailles d'or à l'Universiade de Zakopane. Lors des saisons suivantes, elle reste stable dans ses résultats en Coupe du monde, sans parvenir à infiltrer le top dix. C'est lors de la saison 2005-2006, qu'elle montre une progression, en témoignant sa quatrième place au dix kilomètres libre de Canmore et sa sélection aux Jeux olympiques de Turin, où elle est 14e du sprint, 18e du trente kilomètres et sixième du sprint par équipes.
Après un an d'absence, elle fait son retour en 2007-2008, où elle obtient les meilleurs résultats de sa carrière : cinquième du Tour de ski, puis troisième du skiathlon à Canmore, montant sur son unique podium individuel dans l'élite, elle se pose au douzième rang du classement général de la Coupe du monde.
En 2009, elle moins en réussite à ce niveau, mais prend part aux Championnats du monde à Liberec, où elle est notamment onzième du dix kilomètres classique.
En 2010, où elle obtient un podium en sprint par équipes en Coupe du monde à Rybinsk, elle est qualifiée pour ses deuxièmes jeux olympiques à Vancouver, où elle ne peut faire mieux que 26e au skiathlon.
Elle participe moins assidument à la Coupe du monde et doit courir la Coupe d'Europe de l'Est, dont elle finit deuxième en 2012.
En 2013, elle enregistre pour la dernière fois des points au compteur dans la Coupe du monde.
Elle devient une spécialiste des courses de  grand fond vers la fin de sa trentaine, gagnant des courses telles que la Vasaloppet China ou l'Ugra Ski Marathon en 2017.

### Famille
Elle est la belle-fille de Vassili Rotchev (senior) et de Nina Rotcheva. Elle est donc belle-sœur de Vassili Rotchev, Olga Schuchkina et Julia Tchepalova.

## Palmarès

### Jeux olympiques d'hiver
| Épreuve / Édition         | Turin 2006 | Vancouver 2010 |
| Sprint                    | 14e        | 40e            |
| Poursuite/skiathlon 15 km |            | 26e            |
| 30 km                     | 18e        | 29e            |
| Sprint par équipes        | 6e         |                |

### Championnats du monde
| Épreuve / Édition | Liberec 2009 |
| 10 km classique   | 11e          |
| Skiathlon 15 km   | 27e          |
| Relais            | DSQ          |

### Coupe du monde
- Meilleur classement général : 12e en 2008.
- 1 podium individuel : 1 troisième place
- 4 podiums par équipes : 2 deuxièmes places et 2 troisièmes places.
- 5e du Tour de ski 2007-2008.

#### Différents classements en Coupe du monde
| Année     | Classement général final | Classement distance | Classement sprint |
| 1998-1999 | 61e                      | 61e                 | 66e               |
| 2000-2001 | 33e                      |                     | 44e               |
| 2001-2002 | 63e                      |                     | 49e               |
| 2002-2003 | 75e                      |                     | 60e               |
| 2004-2005 | 93e                      | 62e                 |                   |
| 2005-2006 | 19e                      | 19e                 | 21e               |
| 2007-2008 | 12e                      | 13e                 | 22e               |
| 2008-2009 | 37e                      | 34e                 | 52e               |
| 2009-2010 | 30e                      | 23e                 | 23e               |
| 2011-2012 | 52e                      | 31e                 | 66e               |
| 2012-2013 | 75e                      | 51e                 |                   |

### Championnats du monde junior
- Pontresina 1998 :
- Médaille de bronze au relais.

### Universiades
- Štrbské Pleso 1999 :
  -  Médaille d'or en relais.

- Zakopane 2001 :
  -  Médaille d'or au cinq kilomètres libre.
  -  Médaille d'or au cinq kilomètres classique.
  -  Médaille d'or en relais.

### Festival olympique de la jeunesse européenne
- -  Médaille d'or au 7,5 kilomètres libre en 1995.

### Ski de marathon
Elle remporte le Demino Ski Marathon en 2009, 2016 et 2017. Dans la Worldloppet, elle gagne l'Ugra Ski Marathon en 2017 et dans le circuit Ski Classics, la Vasaloppet China.

### Championnats de Russie
Elle gagne le dix kilomètres classique en 2008 et 2016.